# Pethia bandula
Pethia bandula là một loài cá vây tia trong họ Cyprinidae. Chúng chỉ được tìm thấy ở Sri Lanka.